# Estelline (Dakota Południowa)
Estelline – miasto w Stanach Zjednoczonych, w stanie Dakota Południowa, w hrabstwie Hamlin.